# جزيرة أوبي الكبرى
جزيرة أوبي الكبرى وهي جزيرة من جزر إندونيسيا، وتقع في إقليم جاكارتا.